# 上海交通大学核科学与工程学院
核科学与工程学院，为上海交通大学的一个学院，前身是始建于1958年的核工程专业，2006年成立学院。
该学院现拥有反应堆工程、核材料与燃料、辐射防护和核技术三个系。